# Carlo Francesco Dotti

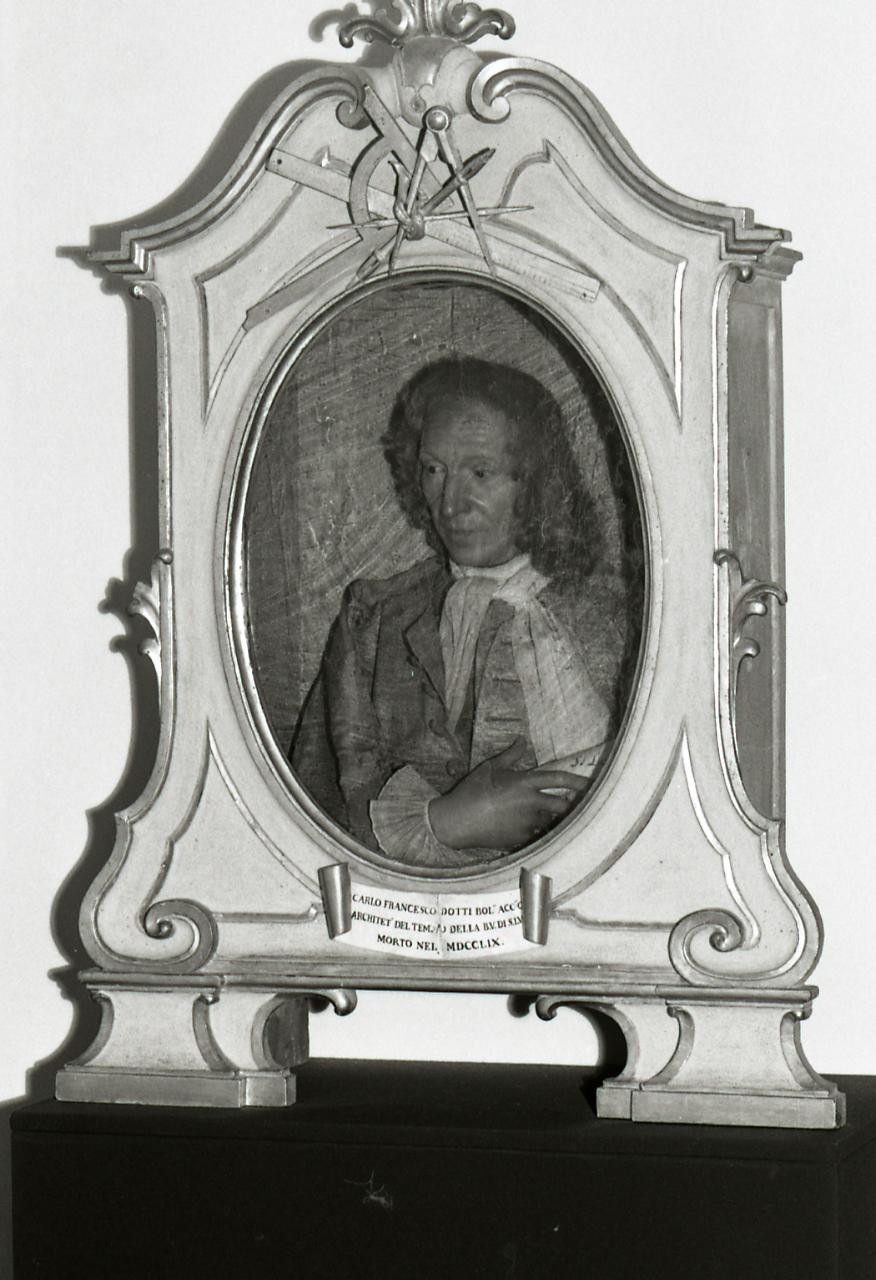
Carlo Francesco Dotti, porträt in wachs. Bologna, Palazzo Pepoli Campogrande. Foto von Paolo Monti, 1979.

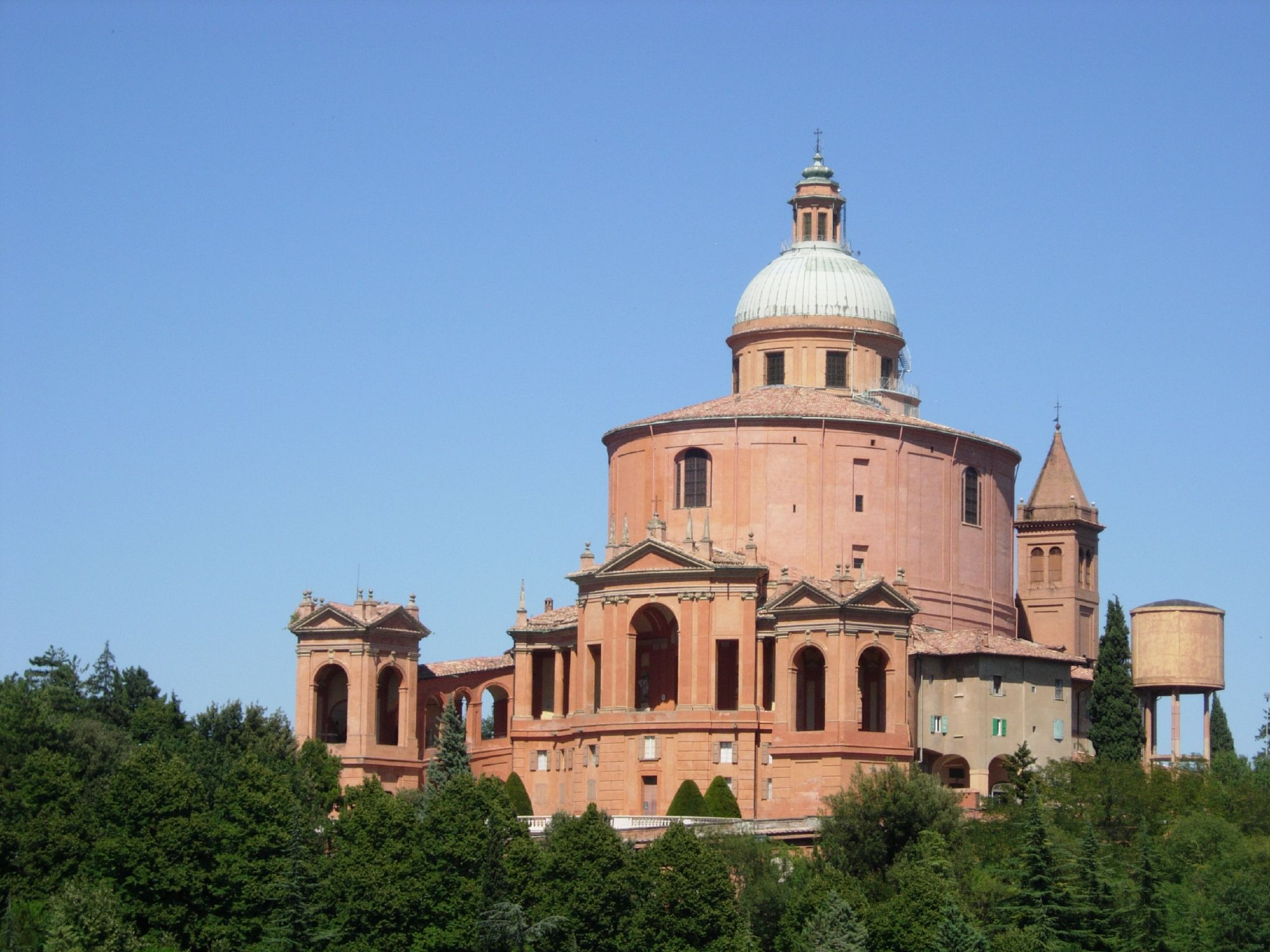
San Luca, Bologna

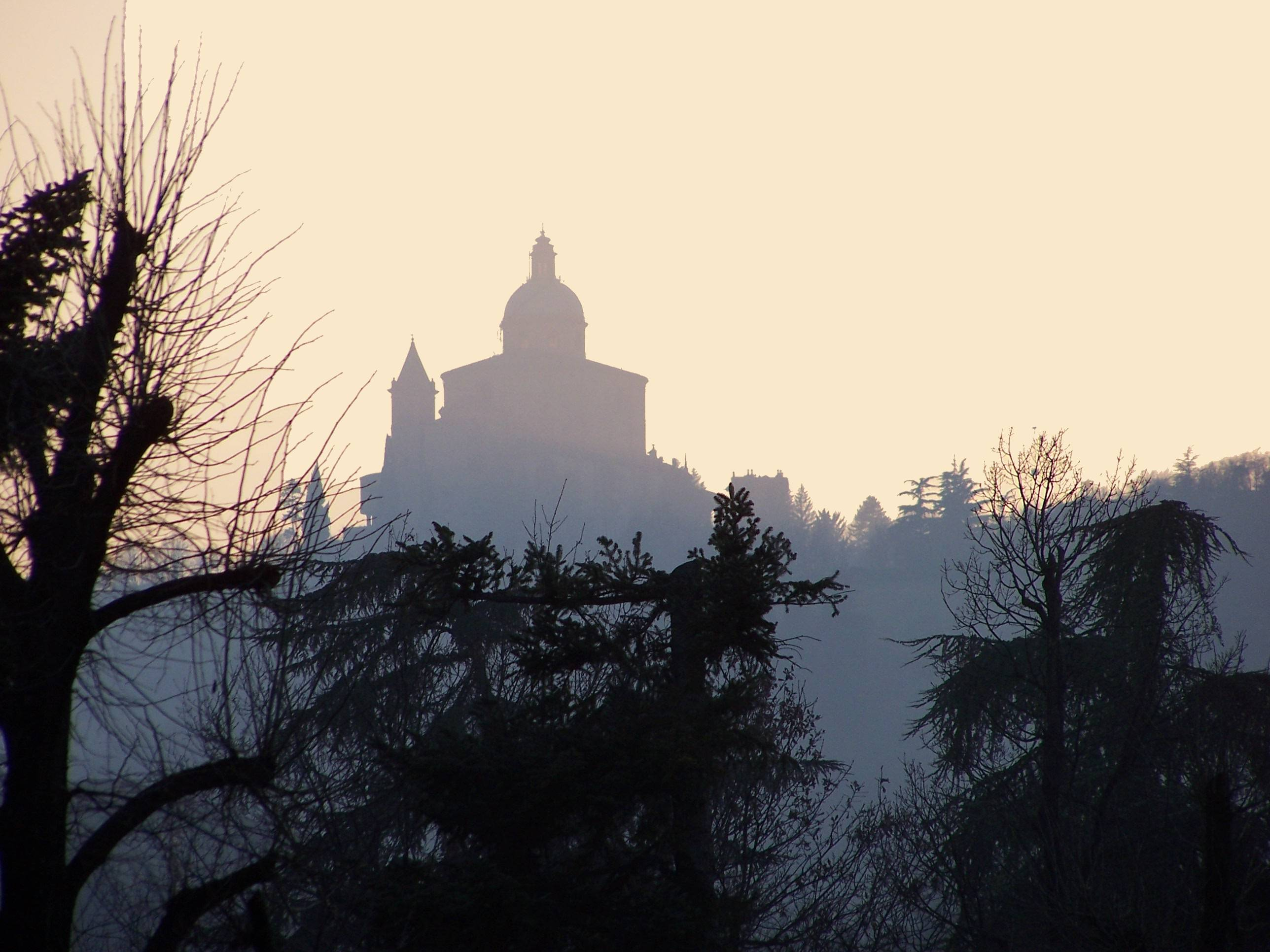
San Luca im Gegenlicht

Carlo Francesco Dotti (* 1670 in Bologna; † 1759 ebenda) war ein italienischer Architekt des Spätbarock.
Sein berühmtestes Bauwerk ist der Santuario della Madonna di San Luca.
In der ersten Hälfte des 18. Jh. arbeitete Dotti in Bologna an der Kirche San Donato, der Universitäts-Bibliothek und verschiedenen palazzi im Zentrum der Stadt. So schuf er um 1730 die Treppe im Palazzo Davia Bargellini und 1740 den Palazzo Agucchi.
Dotti gestaltete den Altar des Hl. Ivo Hélory von Kermartin in der Basilika San Petronio sowie die Pfarrkirche Renazzo in Cento.

## Werke
- Madonna di San Luca, 1723–1757 (Bologna)
- Restaurierung der Basilika San Domenico (Bologna), 1728–1732
- Lesesaal der Universität Bologna
- Palazzo Agucchi, (Palazzo Bosdari?), Bologna
- Palazzo Monti, (Palazzo Salina?), Bologna
- Palazzo Poggi, Bologna
- Haupttreppe Palazzo Davia Bargellini, Bologna
- Entwurf für die Colonna dell'Immacolata, Piazza Malpighi, Bologna
- Arco del Meloncello, Bologna, 1732 (Torbogen, Beginn der Arkaden hinauf zu San Luca)
- Pfarrkirche San Giovanni, Minerbio
- Restaurierung des Tempio Malatestiano, Rimini